# (2169) Taiwan
(2169) Taiwan ist ein Asteroid des Hauptgürtels, der am 9. November 1964 am Purple-Mountain-Observatorium in Nanjing entdeckt wurde. 
Der Asteroid ist nach der südöstlich von China gelegenen Insel Taiwan benannt.